# Pseudantechinus macdonnellensis
Pseudantechinus macdonnellensis là một loài động vật có vú trong họ Dasyuridae, bộ Dasyuromorphia. Loài này được Spencer mô tả năm 1896.